# Saccharomyces
Saccharomyces is een geslacht van gisten die zich kenmerken door omzetting van koolhydraten (fermentatie) en hun onvermogen nitraten om te zetten.

## Bekende soorten
- Saccharomyces cerevisiae (wijngist, bakkersgist, biergist)
- Saccharomyces bayanus (wijngist)
- Saccharomyces boulardii (toepassing in farmaceutische industrie)
- Saccharomyces pastorianus (biergist, ook gekend als Saccharomyces carlsbergensis)